# Perruche à collier
Psittacula krameri
Pour les articles homonymes, voir Perruche à collier (homonymie).
Ne doit pas être confondu avec Perruche alexandre.
Espèce
Statut de conservation UICN

 LC  : Préoccupation mineure
La Perruche à collier (Psittacula krameri) est une espèce de grandes perruches originaire d'Asie et d'Afrique. Elle est aussi aujourd'hui acclimatée à l'Europe de l'Ouest.
Elle est souvent élevée en captivité comme animal de compagnie. Elle est considérée comme l'un des oiseaux parleurs les plus habiles. Elle est d'ailleurs bien connue en Europe depuis l'Antiquité et le Moyen Âge, où elle fait partie des plus anciens oiseaux de compagnie, comme sa cousine la Perruche alexandre. Elle est souvent représentée dans l'art européen, depuis les mosaïques romaines jusqu'aux peintures de la Renaissance en passant par les enluminures médiévales.
On trouve désormais des populations férales (en liberté) dans les zones urbaines du Royaume-Uni, de France, de Belgique, des Pays-Bas, d'Espagne, du Portugal, d'Allemagne et d'Italie.

## Dénominations
Cette espèce porte le nom normalisé de perruche à collier en référence à la bande colorée de plumes, noire dans le cou et rouge sur la nuque, que les mâles ont.
Son nom scientifique, Psittacula krameri, est composé du nom générique, Psittacula, et d'une épithète spécifique, krameri. Ce dernier fait référence au naturaliste allemand Wilhem Heinrich Kramer.

## Caractéristiques

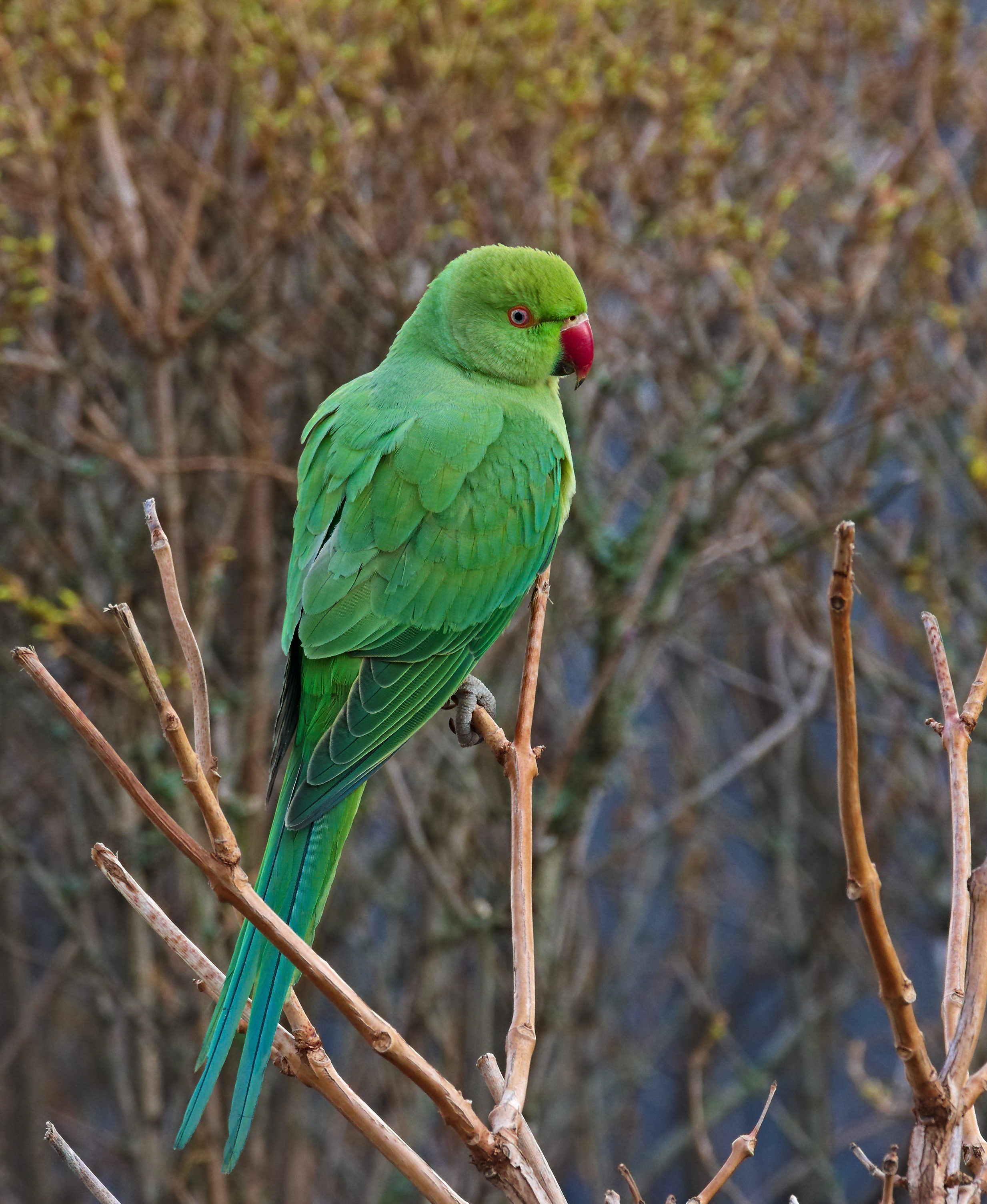
Une perruche à collier femelle en Bade-Wurtemberg.

La Perruche à collier mesure une quarantaine de centimètres de long, pour une envergure de plus ou moins 50 cm et une masse entre 90 et 145 g. C'est une espèce de perruche très répandue dans le monde.
Elle possède un plumage à prédominance verte. La queue est longue et présente des nuances bleu d'azur à bleu acier. Le ventre et le dessous des ailes sont jaunâtres à verdâtres, parfois un peu crème. Une ligne noire relie la cire (base du bec) aux yeux. La mandibule supérieure du bec est rouge, alors que l'inférieure est noire.
Elle se distingue bien de la Perruche alexandre, par sa taille nettement moins grande, et par son bec, beaucoup moins puissant relativement à la taille de sa tête.
Il existe un dimorphisme sexuel :
- Le mâle se distingue par un collier noir qui s'étend du bec au cou ainsi que par une mince bande rouge sur la nuque[1] ;
- La femelle et les juvéniles des deux sexes (jusqu'à l'âge de 3 ans) sont souvent plus clairs et ont une queue plus courte ; ils ne présentent pas de collier ou alors un simple ombrage gris et des bandes claires sur la nuque (toujours de même couleur mais de teintes plus pâles que le plumage environnant).

## Écologie et comportement

### Alimentation
La perruche à collier se nourrit essentiellement de fruits et de graines. Elle est opportuniste. En Afrique, son alimentation est basée sur les fruits (comme ceux des Ficus et des baobabs, les figues, les mangues et les goyaves) et les graines.
En Europe, l'espèce préfère les milieux urbains où la température est plus élevée et où elle peut trouver sa pitance (fruits, graines, pousses) en particulier dans les mangeoires à oiseaux. On ne lui impute donc pas pour l'instant de préjudices important aux récoltes en Europe. Elle est par contre considérée comme un fléau pour les récoltes de céréales et de fruits en Asie.
En captivité, la nourriture préférée de cet oiseau est constituée par des végétaux variés (amandes, arachides, baies, céréales, fleurs comestibles, fruits, germes de graines et/ou de légumineuses, légumes, légumineuses très cuites, noix, pâtes alimentaires al dente, quinoa, riz, verdure…).

### Reproduction

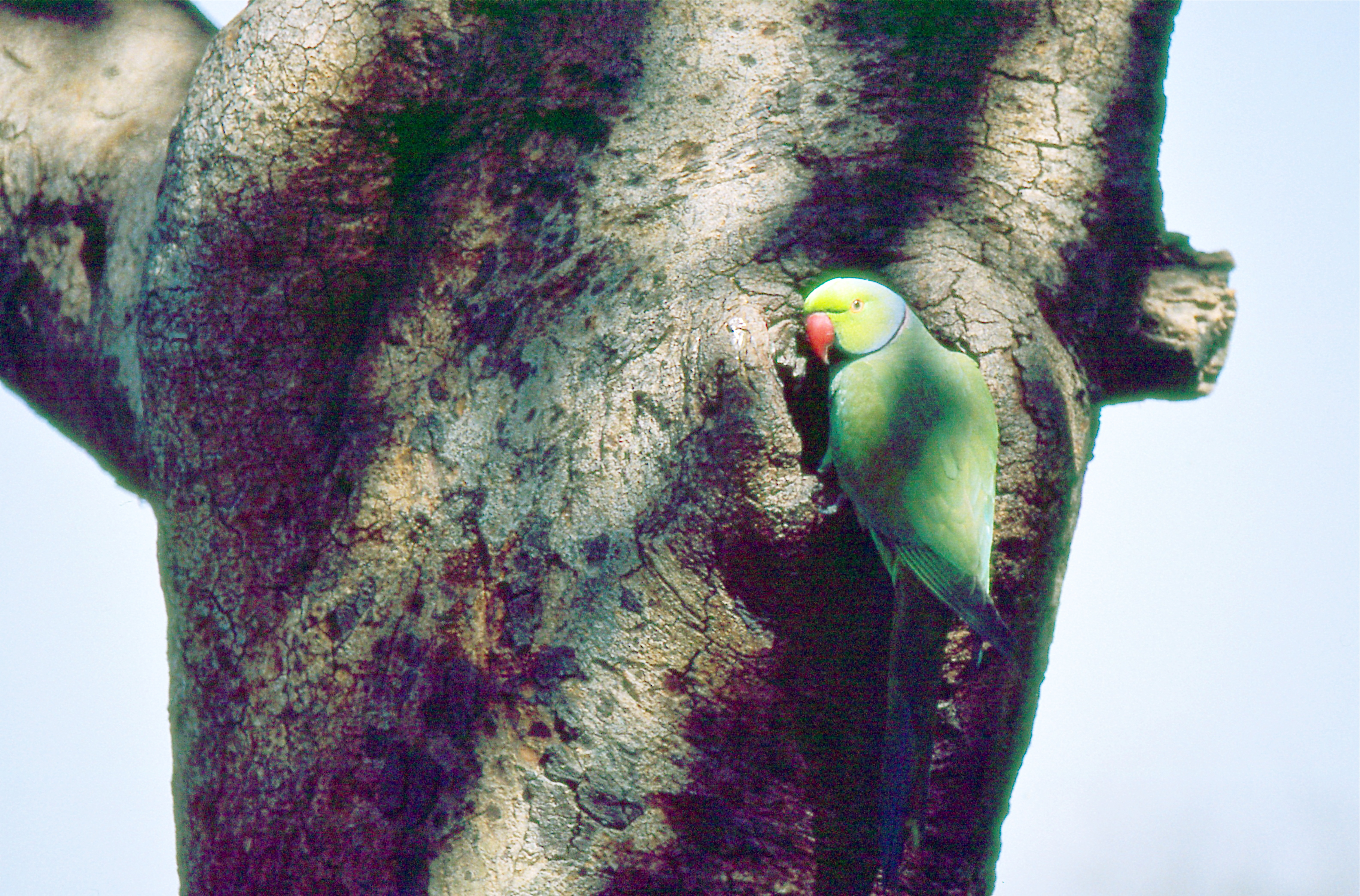
Perruche à collier à l'entrée de son nid (Parc national de Ranthambore).

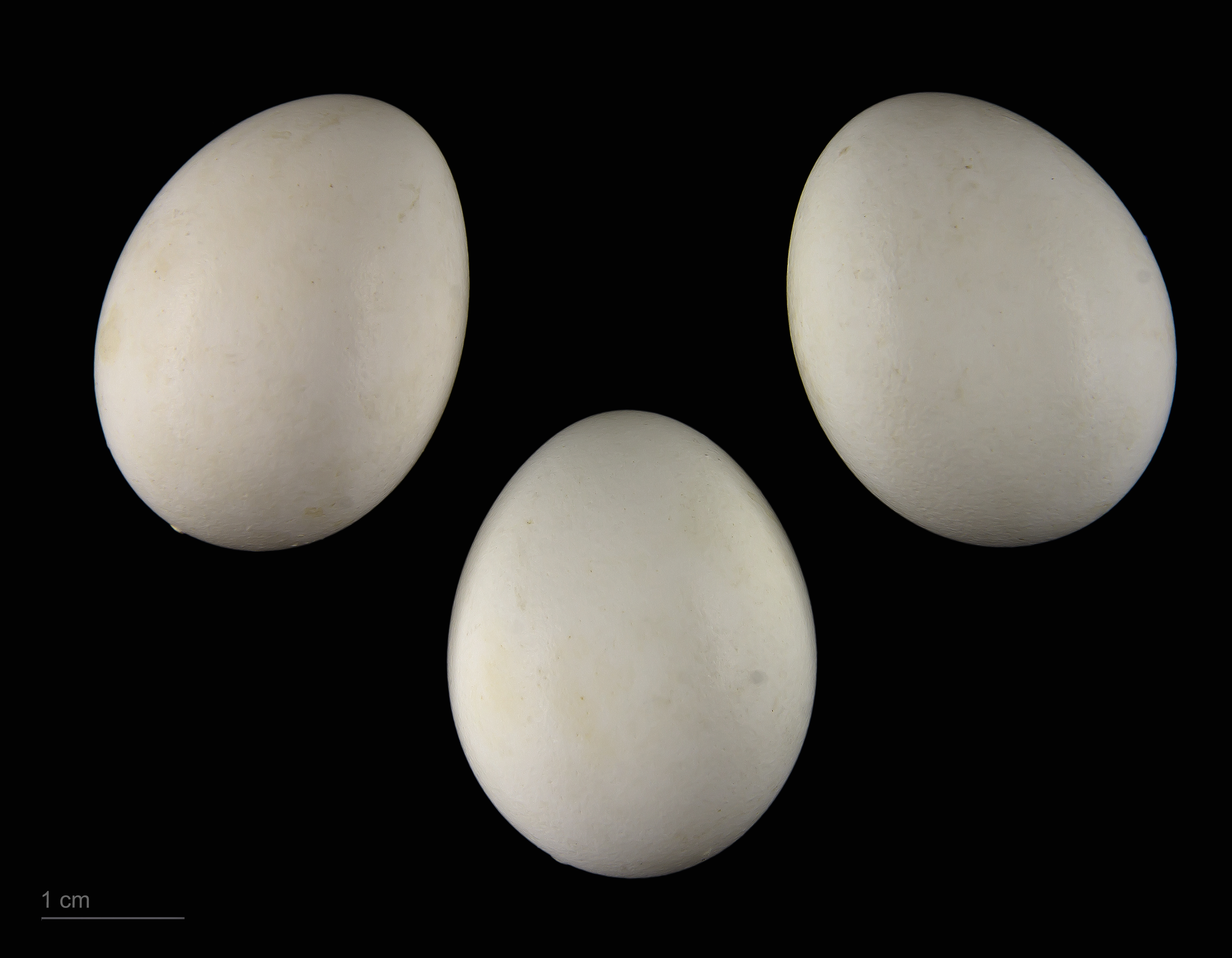
Œufs de Psittacula krameri - Muséum de Toulouse.

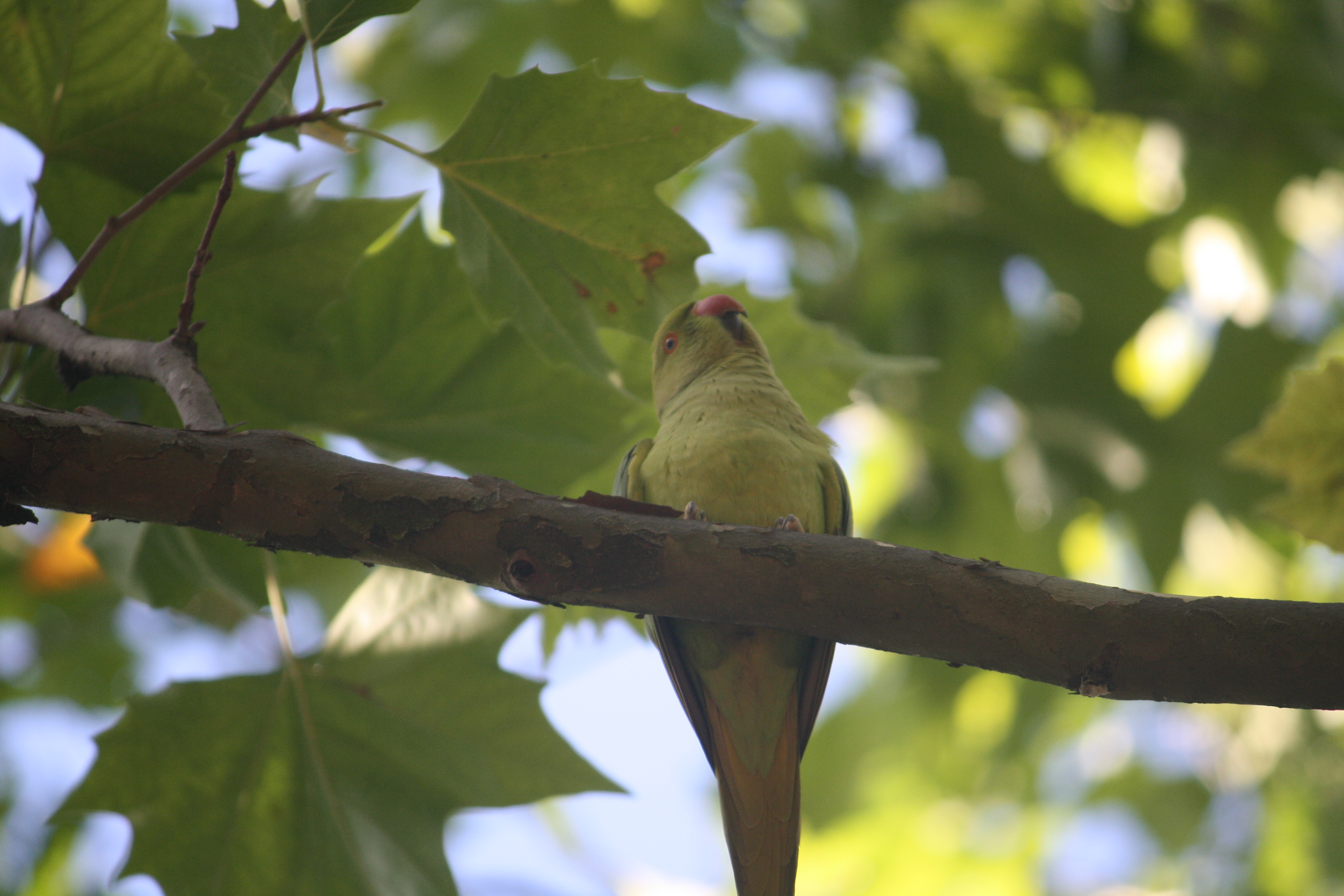
Perruche à collier femelle.

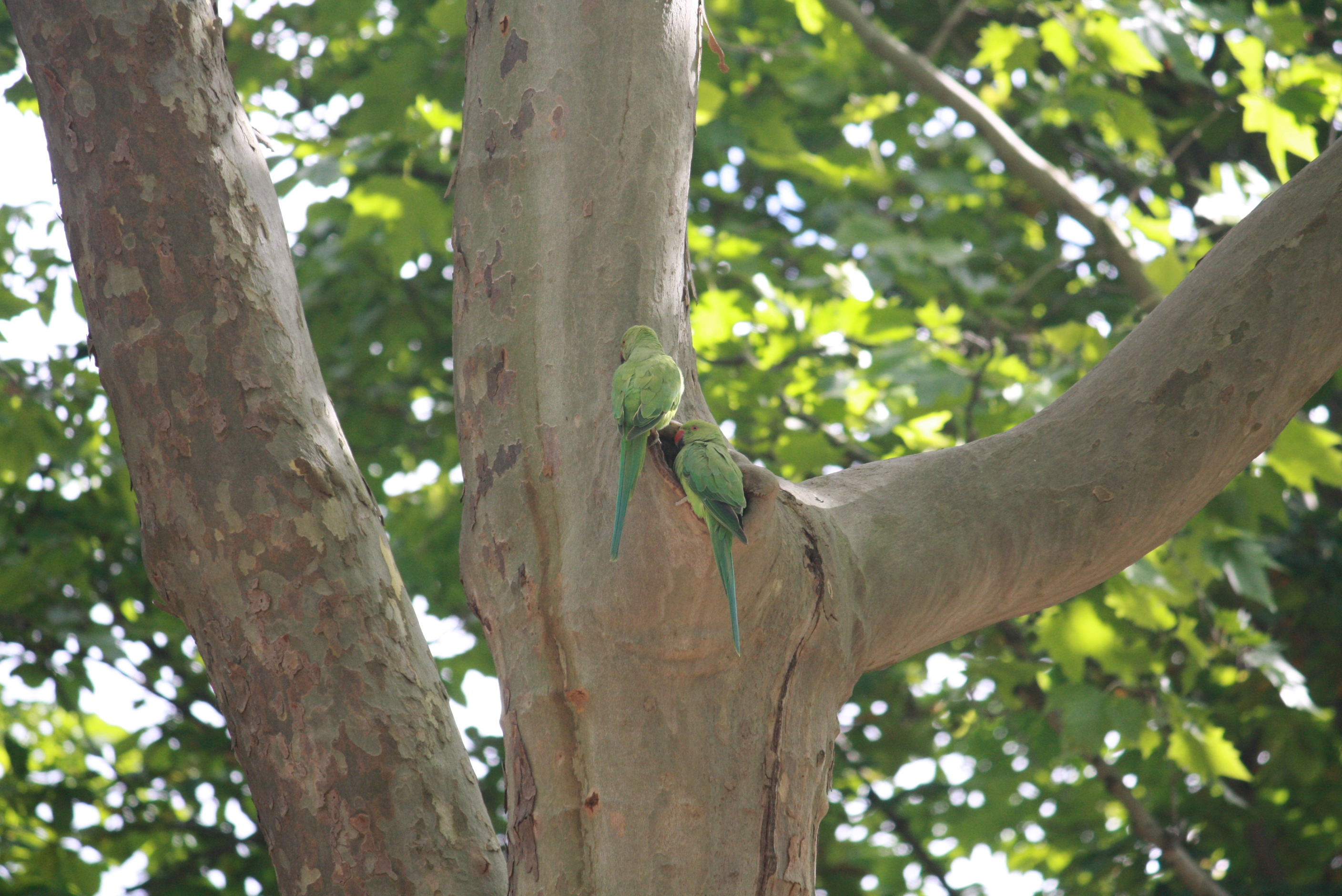
Mâle et femelle devant leur nid.

La nidification est dite cavernicole, ce qui signifie que les pontes se font dans des anfractuosités, souvent dans des arbres creux. Les vieux platanes sont souvent utilisés. Les couvées sont de 2 à 6 œufs qui sont incubés 21 jours. Les jeunes, en général 2 à 3, sont nourris au nid pendant environ quarante jours.

### Longévité
L'espérance de vie est de trente ans environ en captivité[réf. nécessaire].

### Comportement

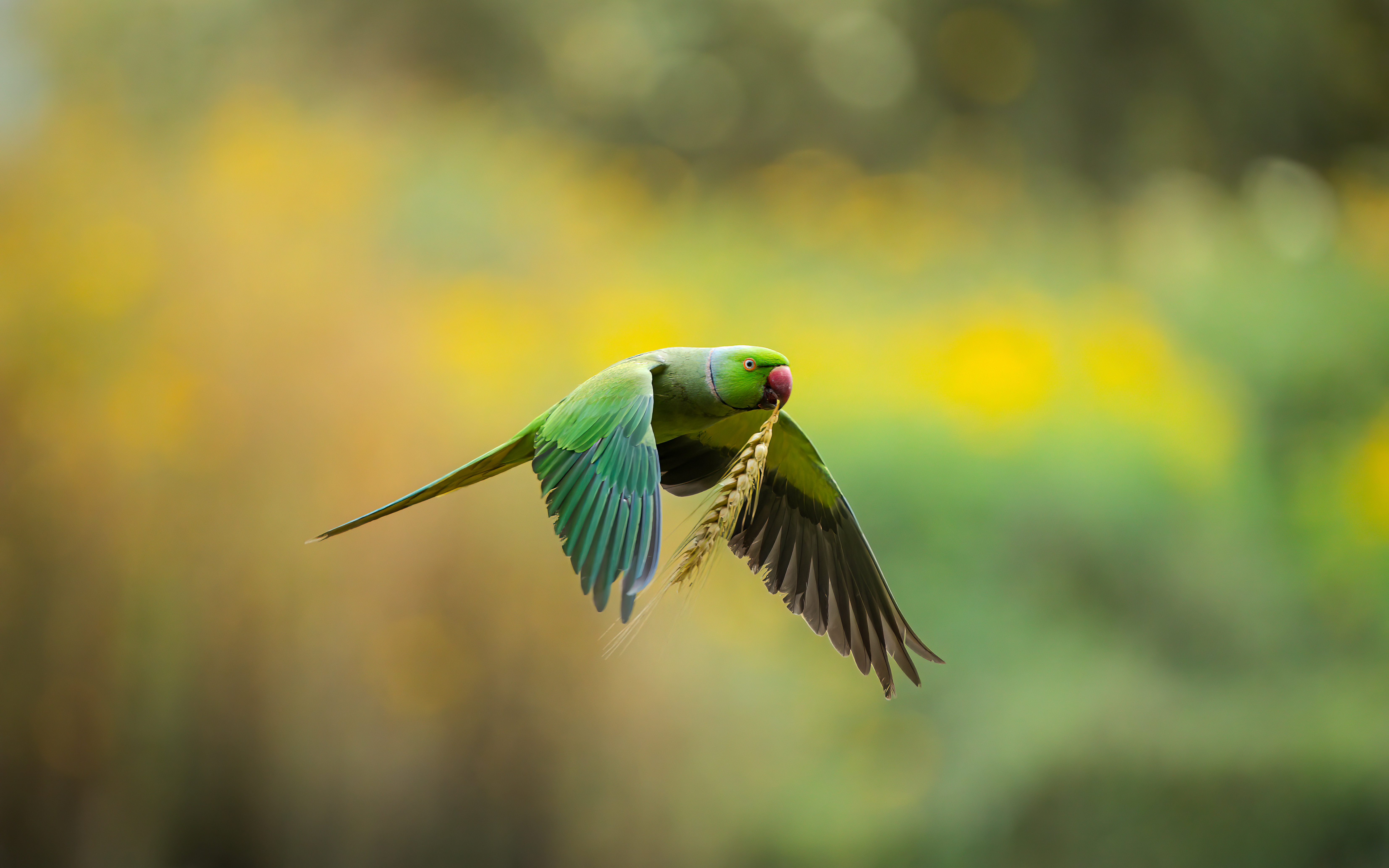
Une perruche à collier en vol

Le vol est rapide et direct, associé avec des cris lors des vols en groupe.
Les perruches à collier sont grégaires lors de leurs périodes d'alimentation et de reproduction. Elles se rassemblent à la tombée du jour sur un arbre dortoir pour y passer la nuit. Au petit matin elles s'envolent pour se nourrir. Lors de la période de reproduction (mars-avril), le dortoir est en général abandonné au profit des sites de reproduction jusqu'à l'automne.
La gamme de cris émis est assez distinctive. Ils sont aigus, et ce sont surtout des sifflements : kyii ; kiiik ; kiii-ah ; kiii-ak ; trriit. On dit qu'elle siffle ou jacasse.

## Habitat et répartition

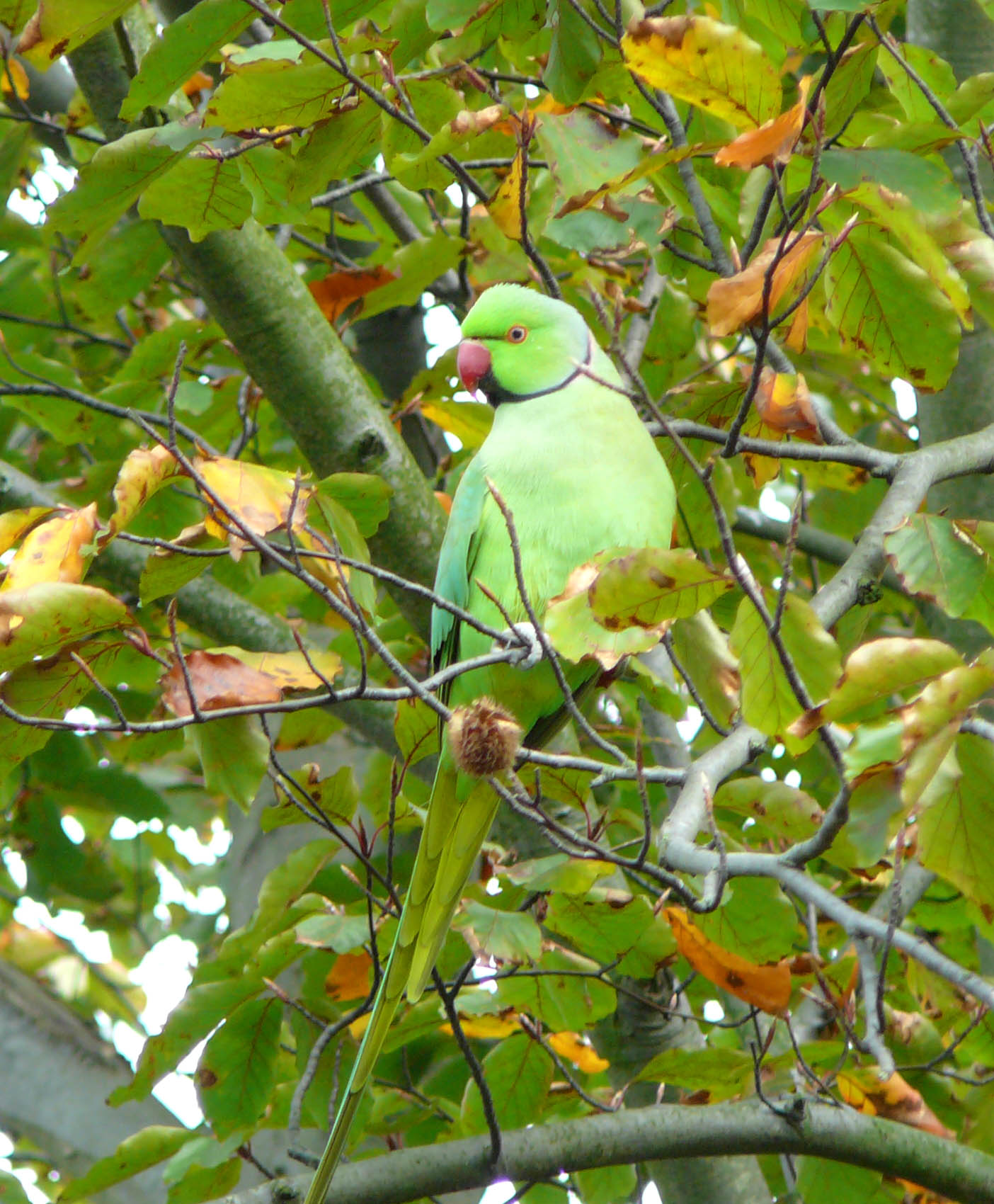
Perruche à collier à Syon Park (Londres).

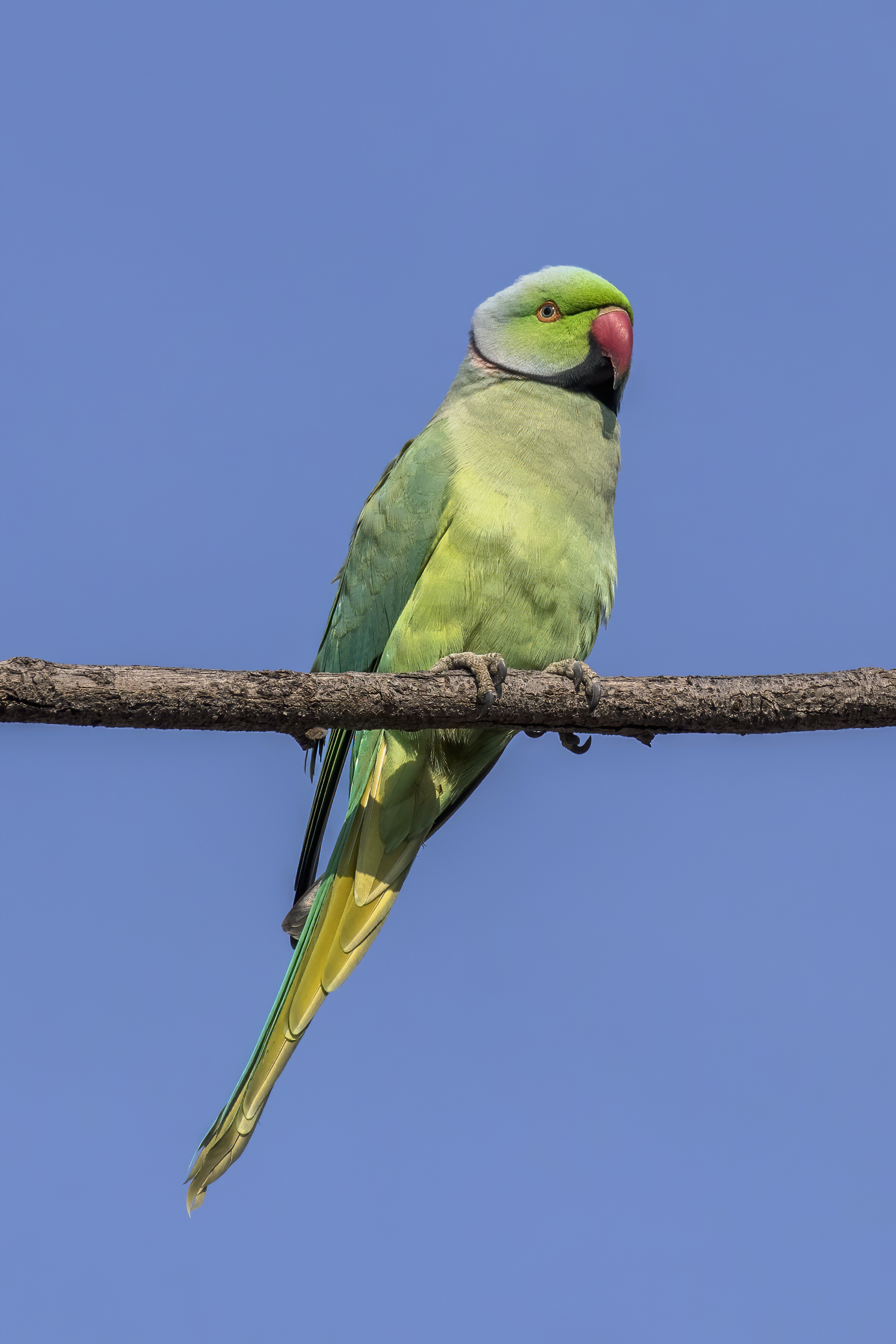
Perruche à collier Psittacula krameri borealis mâle à Jaipur (Inde).

La perruche à collier habite naturellement les savanes arborées et les zones cultivées tropicales d'Afrique et d'Asie. Elle est sédentaire.

### Expansion
La perruche à collier a été introduite en Europe et en Amérique à partir de son aire de répartition naturelle. Des populations férales existent dans toute l'Europe de l'Ouest et notamment en Angleterre, en Espagne, en Italie, en Allemagne, aux Pays-Bas et en France. Elles sont récemment signalées en Afrique du Nord au Maroc dans un jardin public de Rabat.
À Bruxelles, à titre d'exemple, la population des perruches à collier est évaluée à plusieurs milliers d'individus et est en pleine expansion. L'origine de la population bruxelloise remonte à 1973-1974. Une quarantaine de perruches à collier s’envole du zoo de Meli Park Heysel. Quarante ans plus tard, elles se sont reproduites et leur nombre est évalué à plus de 8 000 individus. Elle est également présente en Île-de-France depuis plusieurs années, passant de 1 100 individus en 2008 à plus de 5 000 en 2016, notamment dans les parcs et jardins ; elles ont d'abord été signalées près des aéroports d'Orly et Charles-de-Gaulle, par lesquels elles sont probablement arrivées,,. On les trouve aussi dans le midi de la France, ainsi que dans d'autres villes françaises comme dans la banlieue de Lille ou à Nancy.
Au début des années 2000, certains spécialistes se sont inquiétés de la concurrence avec les espèces aviaires locales telles que le moineau domestique, la sittelle torchepot et l'étourneau sansonnet dont les habitudes de nidification sont similaires, ou avec des espèces de chauve-souris telle la grande noctule. Il a été reporté plusieurs cas en Île-de-France où les perruches pourraient avoir attaqué des écureuils roux mais les confirmations scientifiques de ces cas et de leur caractère répété n'ont pu être démontrées. En raison de ces inquiétudes et de son expansion cette perruche est parfois considérée comme une espèce envahissante,, et en France, elle est considérée comme une espèce exotique envahissante.
Face à ces inquiétudes, une vaste étude scientifique publiée en 2019 a conclu, qu'en Europe, la concurrence de cette perruche avec les autres oiseaux est en réalité très relative et le magazine Reporterre estime qu'il n'y a pas lieu de la qualifier de fléau. Il n'en est toutefois pas de même dans certaines îles tropicales à l'écosystème fragile, où les perruches représentent un danger pour les espèces locales. Les Seychelles ont conduit avec succès un programme d’éradication par tirs.

## Classification
L'espèce Psittacula krameri est subdivisée en quatre sous-espèces très proches morphologiquement mais ayant des aires de répartition différentes
En Afrique
- P. k. krameri, communément appelée perruche à collier-africaine nominale (Scopoli, 1769) localisée du Sénégal à l'Ouest de l'Ouganda et au Sud du Soudan ;
- P. k. parvirostris, communément appelée perruche à collier-abyssinienne (Souance, 1856) localisée de l'Est du Soudan au Nord de l'Éthiopie et en Somalie.

En Asie
- P. k. borealis, communément appelée perruche à collier-boréale alias de Neumann (Neumann, 1915) localisée de l'Est du Pakistan jusqu'au Myanmar ;
- P. k. manillensis, communément appelée perruche à collier-indienne (Bechstein, 1800) localisée au Sud de l'Inde et au Sri Lanka.

Les différences morphologiques entre sous-espèces sont mineures et concernent la taille de l'oiseau, celle de son bec et la couleur de ce dernier.

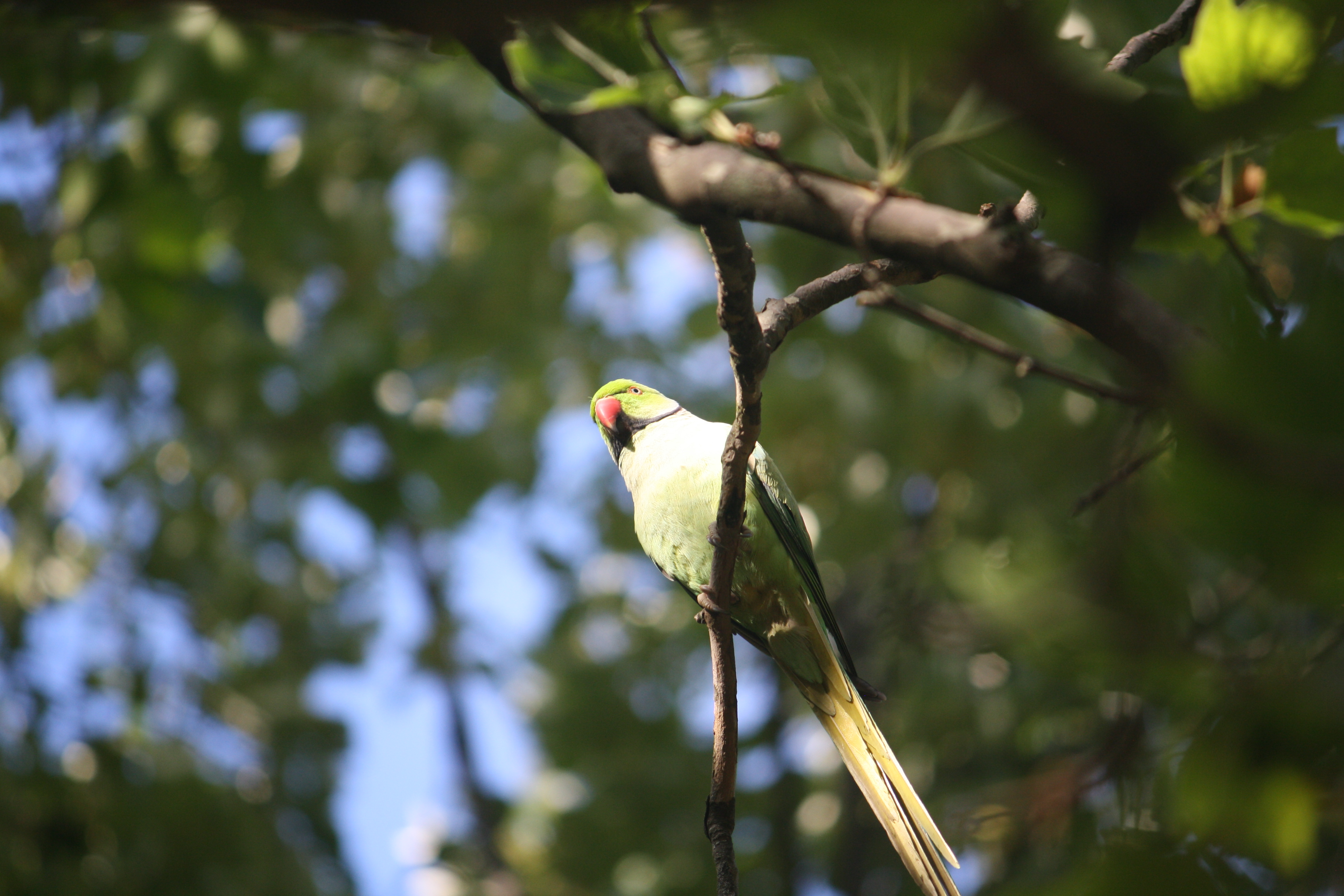
Perruche mâle sauvage.

## Aviculture
Les perruches à collier sont très appréciées des éleveurs. Elles sont robustes et faciles à élever. Ces perruches sont essentiellement de la sous-espèce P. k. manillensis, plus rarement P.k. borealis et P. k. krameri. Les perruches à collier implantées en Europe sont très probablement des perruches d'élevage libérées ou échappées. De nombreuses mutations de la couleur du plumage ont été sélectionnées : lutino, bleu, bleu turquoise, albinos, crème-ino, cinnamon, lacewing, buttercup …

Exemples de mutations de couleurs par élevage
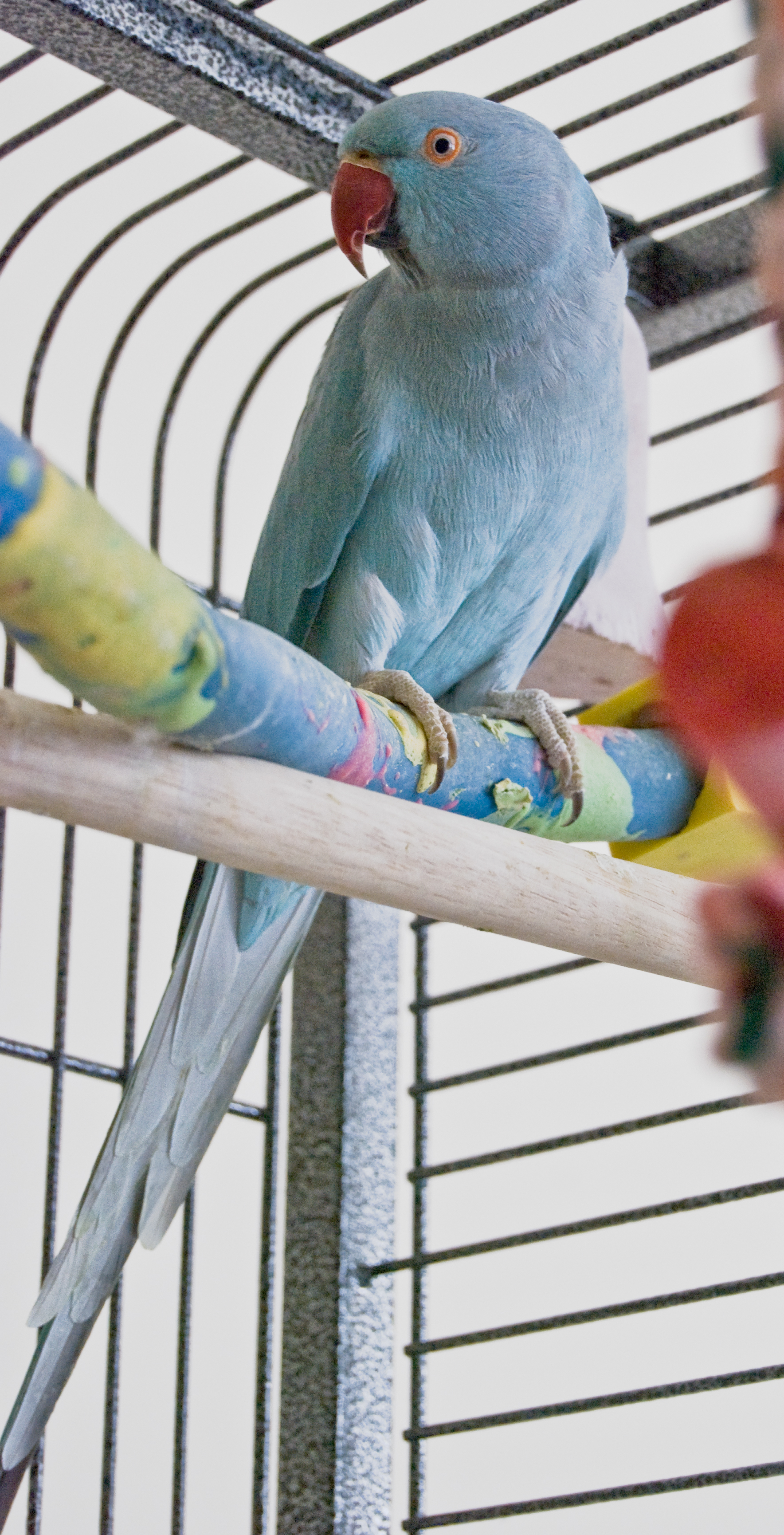
Mutation bleue.
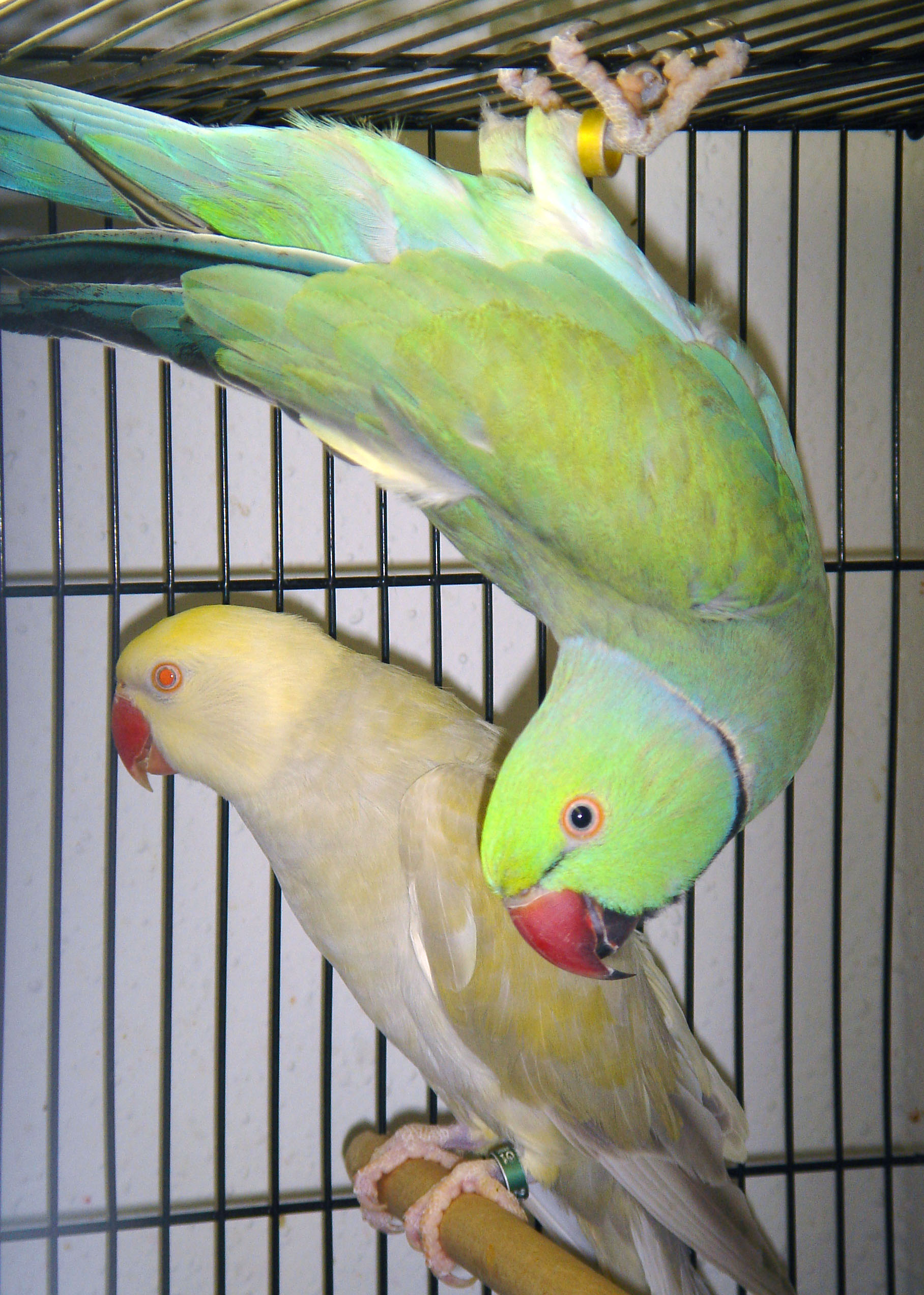
Femelle vert-turquoise et mâle turquoise chrysope (mutations rares).
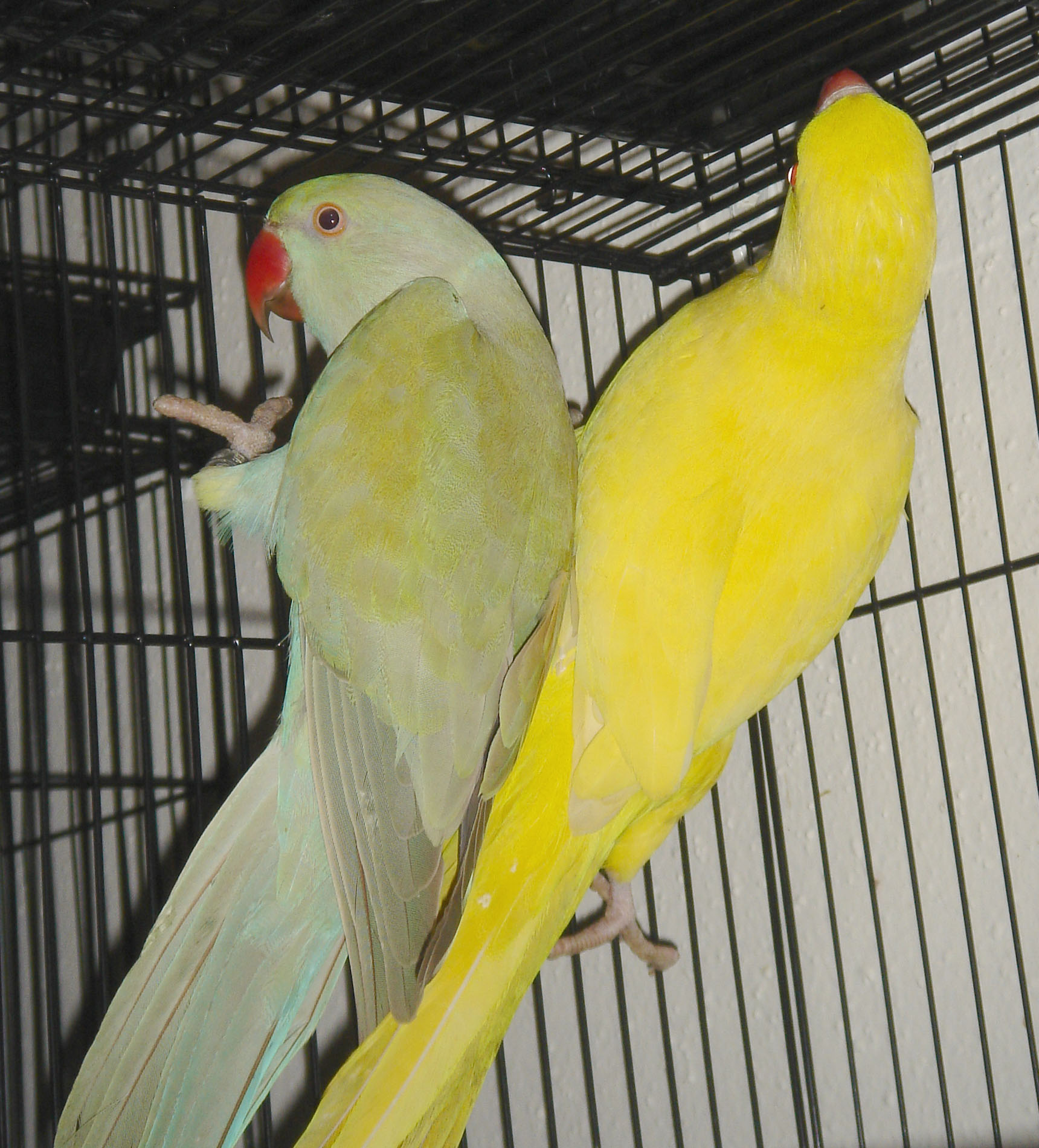
Femelle lutino et mâle cinnamon turquoise (juvéniles).
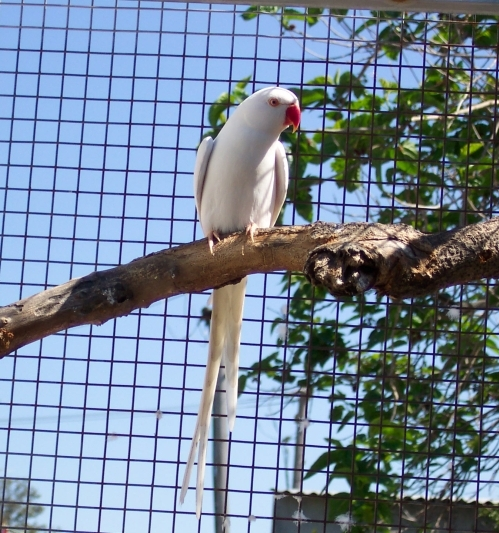
Mâle albinos.
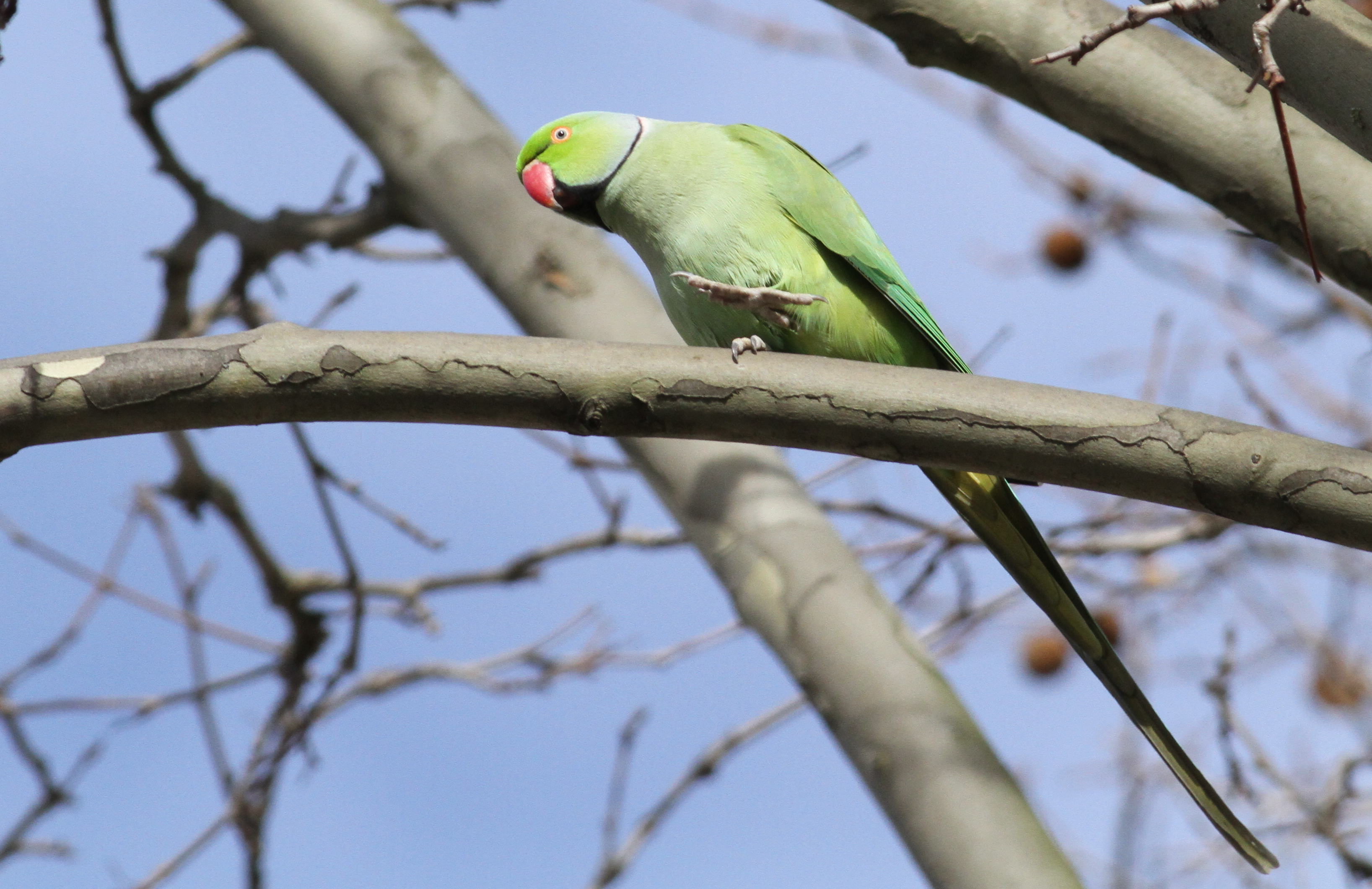
Mâle sauvage.
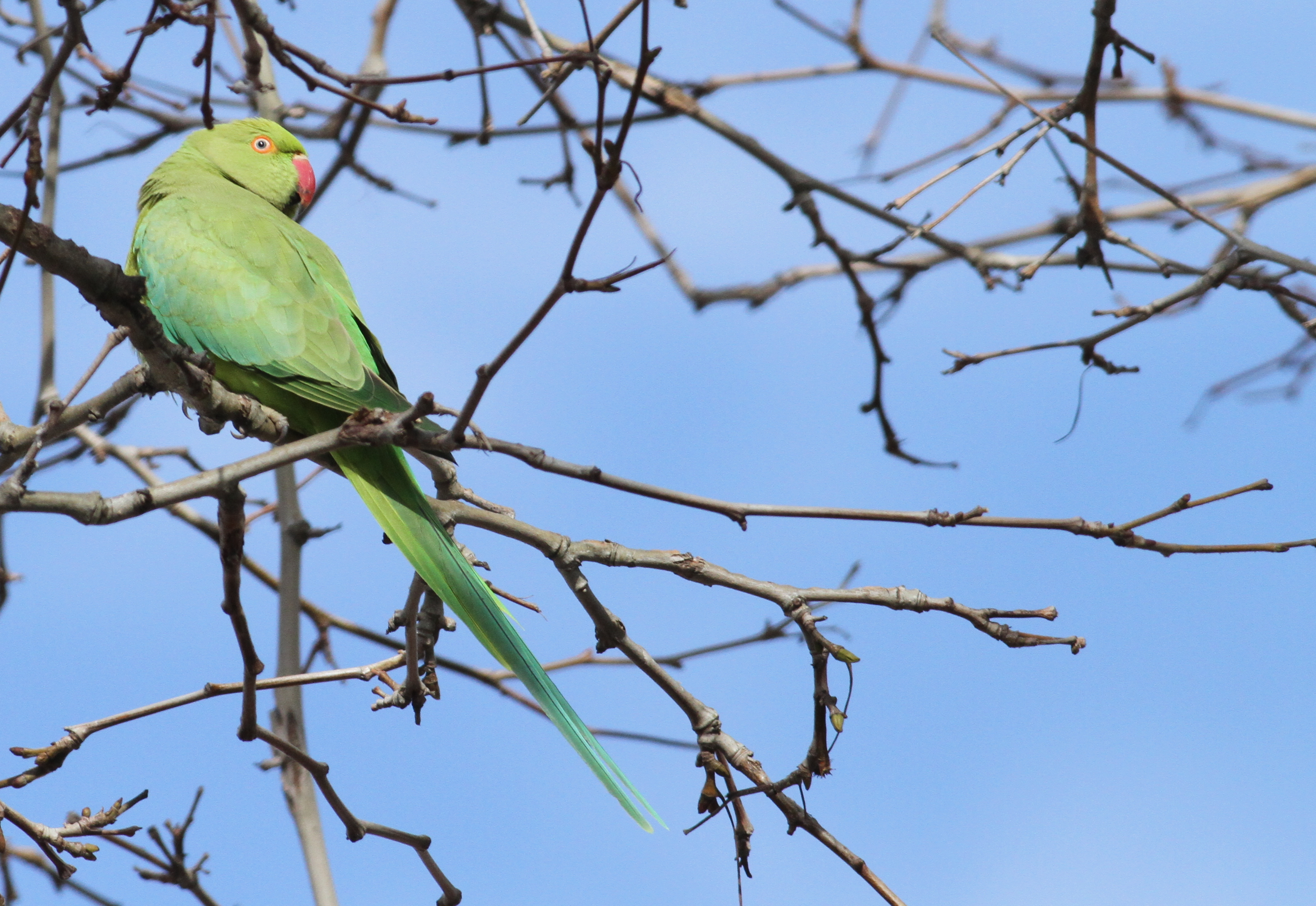
Femelle sauvage.

## Aspects culturels

### Inde
Tout comme la proche perruche Alexandre, la perruche à collier est une espèce présente dans les cultures du monde indien, où elle est notamment le vâhana du dieu de l'amour, du désir Kâma, ainsi que de sa parèdre Rati,. Dans le sud-est de l'Inde, l'oiseau accompagne les représentations des déesses Minakshi et Kamakshi, tutélaires des villes de Madurai et de Kanchipuram, et ceux de la sainte et poétesse vishnouïte du VIIe siècle ou VIIIe siècle Andal,.
Le Temple de Minakshi abrite dans son enceinte un mandapa appelé கிளிக்கூண்டு மண்டபம் (Kil̤ikkūṇḍu maṇḍapam) ou « Pavillon de la cage à perruche », réputé pour avoir abrité des colonies de perruches répétant le nom de la déesse. Les dévots avaient coutume d'offrir des perruches au sanctuaire jusqu'en 2005, lorsque ce dernier, sous la pression des organismes de défense des droits des animaux, libère les oiseaux captifs et s'engage à mettre fin à cette pratique. Le temple de Sri Ranganathaswamy à Srirangam a également dans son enceinte un mandapa du nom de கிளி மண்டபம் (Kil̤i maṇḍapam) ou « Pavillon de la perruche ». Ce dernier tient son nom d'un mythe sur l'histoire du sanctuaire, qui aurait été un moment perdu, enseveli sous les sables du Cauvery, jusqu'au jour où un roi chola, intrigué par les cris d'une perruche psalmodiant le nom de Ranganatha et la grandeur de sa demeure, fut attiré en ces lieux et finit par identifier et reconsacrer le temple,.

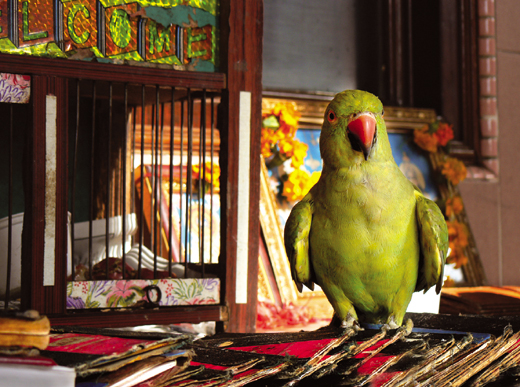
Une perruche tireuse de cartes, chez un praticien de Parrot astrology à Serangoon Road, Singapour.

Dans cette même région (Tamil Nadu et Andhra Pradesh), la perruche à collier est une des espèces plébiscitées par des diseurs de bonnes aventures pratiquant le கிளி ஜோசியம் (Kil̤i josiyam) ou చిలక జ్యోతిష్యం (Cilaka jyotiṣyaṃ) ou « Astrologie de la perruche », qui consiste en une sorte de tarot divinatoire tiré par l'oiseau,. Cette pratique connue en anglais comme Parrot astrology, a été répandue par les communautés émigrées sud-indiennes dans le monde malais,, où une perruche nommée Mani the parakeet est particulièrement célèbre pour ses prédictions lors de la coupe du monde de football de 2010.
La perruche à collier est l'oiseau d'État de l'Andhra Pradesh.

### Europe de l'Ouest

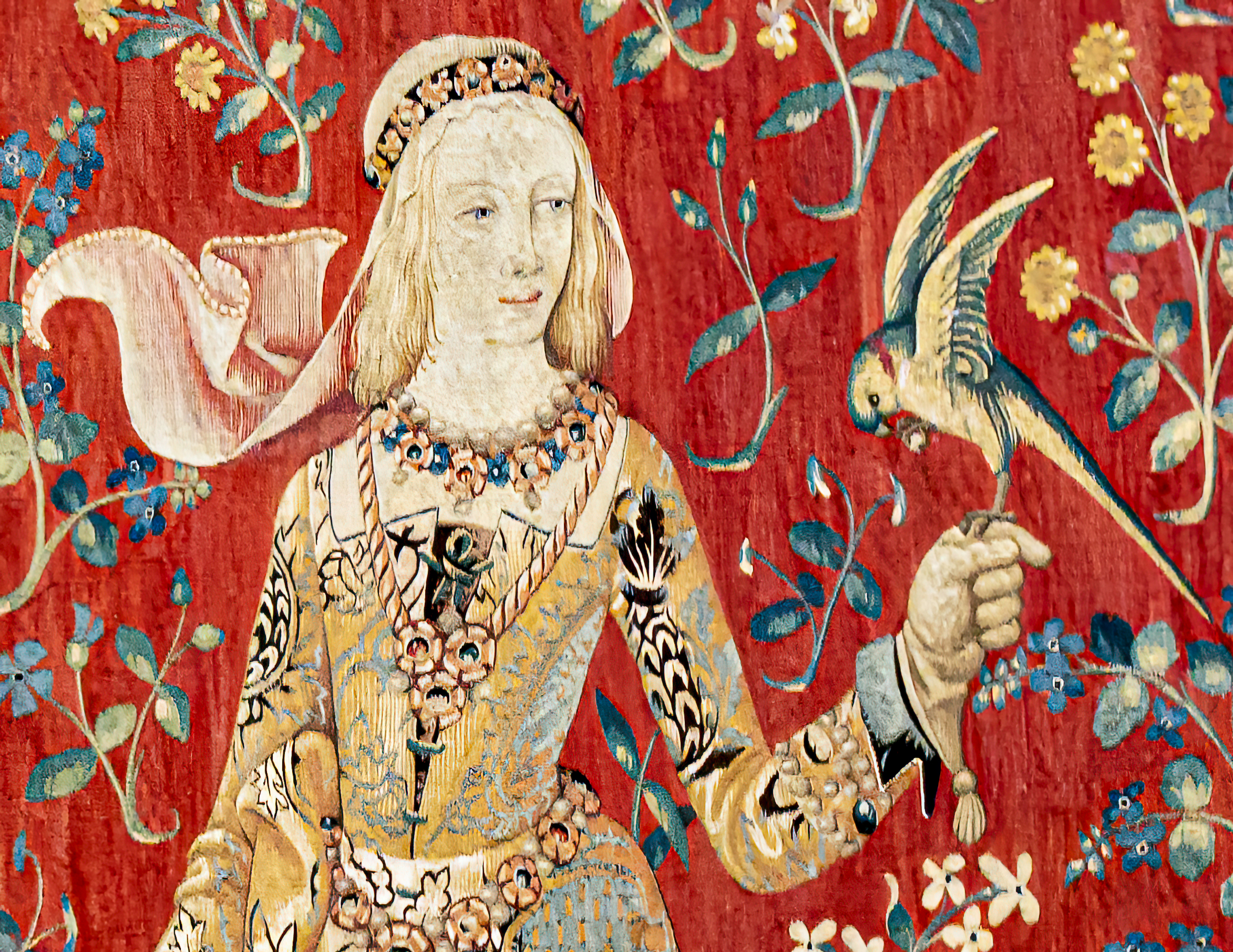
La Dame et la perruche dans la tenture du Goût (Série de La Dame à la licorne).

La perruche à collier était un oiseau de compagnie élevé et prisé en Europe depuis l'Antiquité grecque et romaine, où l'on trouve aussi la perruche alexandre, mais aussi durant tout le Moyen Âge. Elle fait partie des oiseaux les plus souvent représentés dans l'art européen antique et médiéval. Elle conserve une popularité particulière à la fin du Moyen Âge et à la Renaissance,,. Ainsi on retrouve de nombreuses illustrations et mentions de cette espèce, fortement assimilée au Papegau et désignée en tant que tel,,. 
Très présentes dans les enluminures médiévales, on peut remarquer par exemple quatre illustrations de perruches à collier dans Les Grandes Heures du duc de Berry, dont deux « jaunes », c'est-à-dire d'oiseau ayant la mutation lutino. Le duc Jean de Berry aurait été en possession de pareil spécimen dans sa ménagerie.
La perruche à collier a été identifiée par Friedmann au centre de la composition du tableau La Vierge au chanoine Van der Paele du peintre primitif flamand Jan van Eyck. L'habilité des perroquets à parler et leur provenance exotique, ont eu une résonance dans la symbologie artistique chrétienne de l'Occident, où ils sont devenus représentatifs de l'Immaculée Conception. Celle-ci s'étant faite à travers l'Annonciation, par les paroles de l'ange Gabriel, dans un Orient mythique, la Terre sainte.
Parmi le cycle des tapisseries de La Dame à la Licorne, la tenture du Goût présente une perruche verte, identifiée par De Gendt comme une perruche à collier, posée sur la main de la Dame, qui lui porte pitance.
Le roi François Ier est représenté en compagnie d'une perruche à collier mâle dans son portrait en Saint Jean-Baptiste, peint par Jean Clouet vers 1520. Une femelle de l'espèce apparaît également dans un portrait de Marguerite de Navarre réalisé autour de 1530 également par Clouet. La Perruche à collier semble avoir été privilégiée parmi les derniers Valois.